# Girolamo Cardinale
Girolamo Cardinale, italijanski rimskokatoliški duhovnik, škof, * 13. februar 1875, Genova, † 26. december 1954.

## Življenjepis
24. septembra 1898 je prejel duhovniško posvečenje.
25. maja 1923 je postal škof Verone; škofovsko posvečenje je prejel 15. julija istega leta.
Položaj je zasedal do svoje smrti, to je več kot 30 let.